# Districte de Pristina

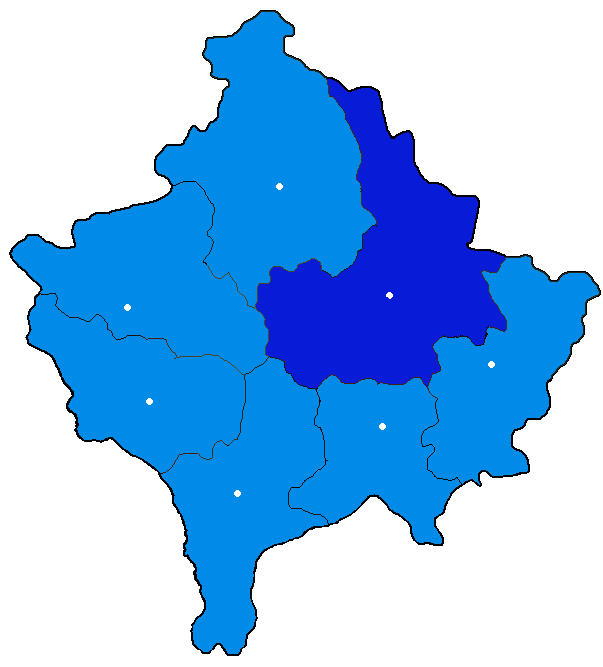
Districte de Pristina.

El Districte de Pristina és un districte de Kosovo, és també un dels majors i més poblats, a la seva àrea està localitzada la capital, el districte se situa a la zona centro-oriental de la província, limitant a l'est amb Sèrbia.

## Municipis
- Glogovac
- Kosovo Polje
- Lipljan
- Novo Brdo
- Obilic o Obilić
- Podijevo
- Pristina